# Karoonda East Murray
Karoonda East Murray är en region i Australien. Den ligger i delstaten South Australia, omkring 130 kilometer öster om delstatshuvudstaden Adelaide. Antalet invånare är 1 016.
Följande samhällen finns i Karoonda East Murray:
- Karoonda
- Perponda
- Wynarka
- Wanbi
- Copeville

Trakten runt Karoonda East Murray består till största delen av jordbruksmark. Trakten runt Karoonda East Murray är nära nog obefolkad, med mindre än två invånare per kvadratkilometer. Genomsnittlig årsnederbörd är 344 millimeter. Den regnigaste månaden är februari, med i genomsnitt 57 mm nederbörd, och den torraste är december, med 13 mm nederbörd.